# Li Xiaolin
Pour les articles homonymes, voir Li.
Dans ce nom chinois, le nom de famille, Li, précède le nom personnel.
Li Xiaolin (en chinois : 李小琳), née en 1961 dans la province du Sichuan, est une femme d'affaires chinoise. Elle est CEO de l'entreprise de production d'énergie China Power International Development (en) de 2008 à 2015,.
En 2013, The Telegraph, quotidien britannique, indique que Li a servi d'intermédiaire en 1995 pour présenter les dirigeants du Zurich Insurance Group, assureur suisse, à des dirigeants de New China Life Insurance (en), une compagnie d'assurance chinoise. La vente d'une partie de cette société aurait été conclue pour 16,9 millions de dollars, somme qui aurait été utilisée pour corrompre des fonctionnaires chinois. Madame Li dément ces accusations de corruption.
Elle est citée dans l'affaire des Panama Papers en avril 2016.

## Famille
Li Xiaolin est la fille de l'ancien Premier ministre entre 1987 et 1998 Li Peng, lui-même fils adoptif de Zhou Enlai. Son frère Li Xiaopeng, est entre 2013 et 2016, gouverneur  de la province de Shanxi.